# 石附周行
石附 周行（いしづき しゅうこう、1937年（昭和12年）5月21日 - ）は、日本の僧侶。曹洞宗管長。群馬県安中市出身。
　

## 経歴
群馬県安中市生まれ。1966年（昭和41年）に宗泉寺に晋住し、その後、雙林寺の住職に就任した。また1989年（平成元年）に宗議会議員に当選し1993年（平成5年）には伝道部長職に就任した。
1996年（平成8年）に宗議会議員を退任し、同年に最乗寺の住職と同専門僧堂の堂長・師家に就任。2011年（平成23年）に總持寺の副貫首に就任。
2022年（令和4年）1月21日より曹洞宗の管長に就任する。

## 著書
- 『曹洞宗諸学実践事典―寺院の法律・税務対策から仏教カウンセリングまで』（小倉玄照、四季社、2007年1月1日）
- 『曹洞宗祈祷大系 第1巻―近代祈祷論の確立に向けて』（高木祐之、四季社、2003年4月1日）
- 『曹洞宗祈祷大系 第3巻―近代祈祷論の確立に向けて』（高木祐之、四季社、2003年5月1日）
- 『曹洞宗祈祷大系 第2巻―近代祈祷論の確立に向けて』（高木祐之、四季社、2003年8月1日）
- 『曹洞宗後継者育成実践講座』（大田大穣、高崎直道、中野東禅、四季社、2001年1月1日）